# Aanval op Mers-el-Kébir
De Aanval op Mers-el-Kébir, deel van Operatie Catapult en ook bekend als de Slag om Mers-el-Kébir vond op 3 juli 1940 plaats bij Mers-el-Kébir aan de kust van Algerije. Een eenheid van de Britse Royal Navy vernietigde een deel van de Franse vloot waarbij 1297 mannen omkwamen. Frankrijk en het Verenigd Koninkrijk waren niet in oorlog, maar Frankrijk had een wapenstilstand ondertekend met Duitsland en het Verenigd Koninkrijk was bang dat als gevolg van de Duits-Franse wapenstilstand de Franse marine zich bij de Duitse Kriegsmarine zou aansluiten. De Franse admiraal François Darlan had Winston Churchill verzekerd dat de vloot niet in Duitse handen zou vallen, maar de Britten handelden in de veronderstelling dat de beloftes van Darlan onvoldoende waren. De aanval toonde de wereld en vooral de Verenigde Staten dat het Verenigd Koninkrijk de oorlog tegen Duitsland wilde voortzetten.

## Gebeurtenissen

### Achtergrond
Na de wapenstilstandsovereenkomst tussen Frankrijk en nazi-Duitsland in 1940 was het Verenigd Koninkrijk bezorgd dat de Franse vloot door de Duitsers zou worden overgenomen. Een grotere Duitse vloot betekende dat de machtsbalans op zee in Duits voordeel zou uitvallen. Dit zou de aanvoer van grondstoffen voor het Verenigd Koninkrijk en de koloniën via de Atlantische Oceaan in gevaar brengen. De Britse regering vreesde dat de Duitsers de controle over de schepen zouden overnemen, ondanks artikel 8, paragraaf 2 van de Wapenstilstand, waarbij de Duitse regering “verklaarde ernstig en plechtig dat ze niet van plan waren dat ze eisen opstelden tegenover de Franse vloot tijdens de vredesonderhandelingen” en soortgelijke termen in de wapenstilstand met Italië. Bovendien verklaarde admiraal Darlan zich bij Churchill tegen deze mogelijkheid. Voorts bleek later dat Adolf Hitler niet de intentie had of de middelen om de vloot in Mers-el-Kébir over te nemen. Churchill eiste dat de Franse marine (Marine Nationale) ofwel de krachten met de Britse Royal Navy zou bundelen of op een bepaalde manier geneutraliseerd zou moeten worden, om te voorkomen dat de schepen in Duitse en Italiaanse handen zou vallen.
De Franse vloot was zeer verspreid. Bepaalde schepen lagen in havens in Frankrijk, andere waren ontsnapt van Frankrijk naar Britse havens, vooral naar havens in Groot-Brittannië en Alexandrië in Egypte. Operatie Catapult moest resulteren in de Britse controle over de Franse schepen, of als dat niet mogelijk was, hun vernietiging. Tijdens de eerste fase enterden de Britten in de nacht van 3 juli 1940 de schepen in de Britse havens Plymouth en Portsmouth. Op de Surcouf, destijds de grootste onderzeeër ter wereld, die in juni 1940 zijn toevlucht had gezocht in Portsmouth, verzette de bemanning zich hevig, waarbij twee Britse officieren en een Franse matroos werden gedood. Andere schepen waren de twee verouderde slagschepen Paris en Courbet, de torpedobootjagers Triomphant en Léopard, acht torpedoboten, vijf onderzeeërs en een aantal kleinere schepen. Vele – inclusief de Surcouf – zou worden gebruikt door de Vrije Fransen. Sommige zeelieden sloten zich aan bij de Vrije Fransen terwijl andere naar Frankrijk werden gerepatrieerd. De aanval op de Franse schepen in de havens zorgde voor woede bij de Fransen tegenover hun bondgenoot en zorgde voor spanningen tussen Churchill en generaal De Gaulle.

### Ultimatum

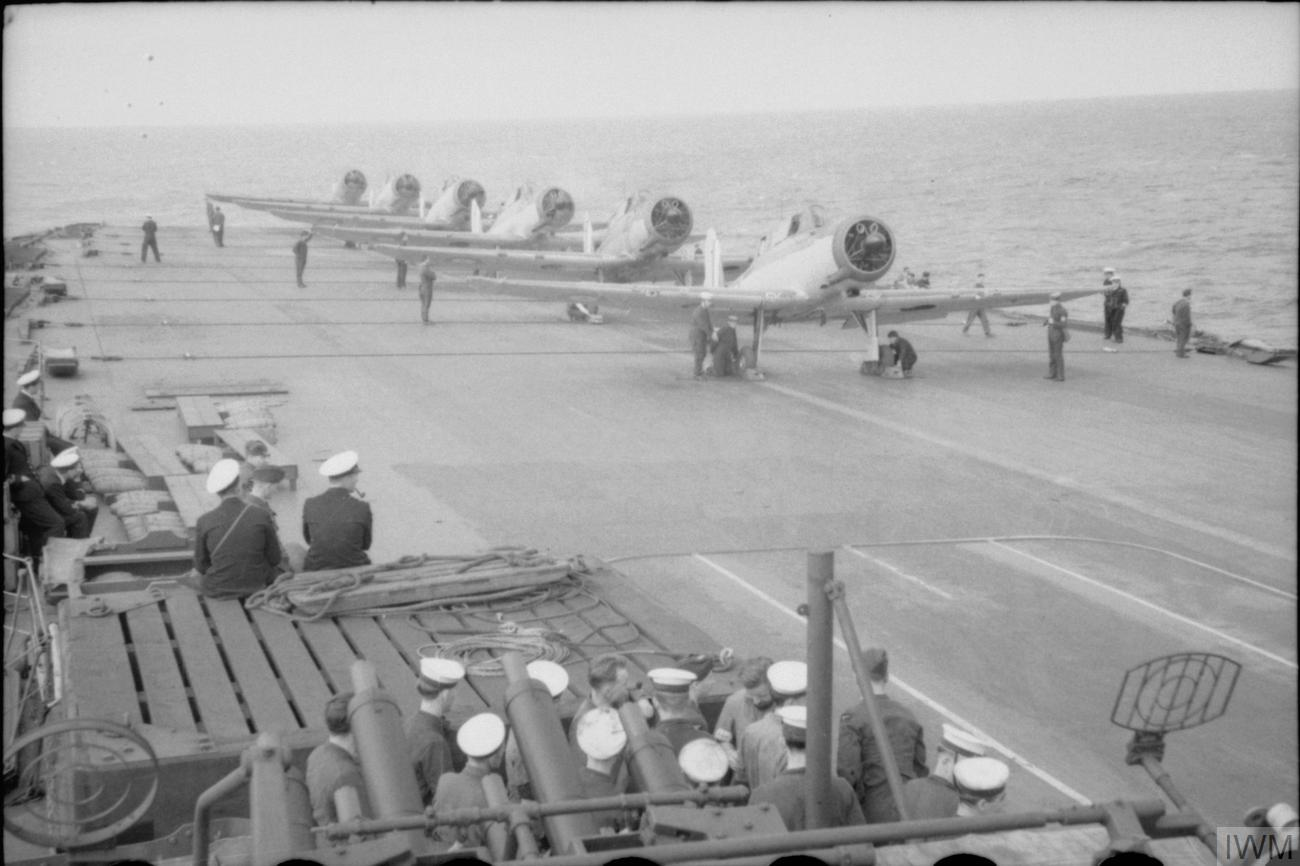
Blackburn Skuas op HMS Ark Royal klaar voor vertrek

De meest krachtige concentratie van Franse oorlogsschepen in die tijd was het squadron dat in de haven van Mers-el-Kébir in Algerije lag. Dit bestond uit de oude slagschepen Provence en Bretagne, de moderne slagschepen (of slagkruisers) Dunkerque en Strasbourg, de watervliegtuigtender Commandant Teste en zes torpedobootjagers onder bevel van admiraal Marcel-Bruno Gensoul. De Britse admiraal James Somerville, commandant van Force H gestationeerd in Gibraltar kreeg bevel aan de Fransen een ultimatum te overhandigen. Er werden drie voorstellen gedaan:
- Aansluiten bij de Britse marine om samen de strijd tegen Duitsland voort te zetten.
- Met een afgeslankte bemanning onder controle van de Britten naar een Britse haven varen. De afgeslankte bemanning zou worden gerepatrieerd.
- Als alternatief, wanneer de Fransen de bindende afspraken tot wapenstilstand met Duitsland niet wilden overtreden, moesten ze met de Britten met afgeslankte bemanning naar enkele Franse havens in West-Indië bijvoorbeeld Martinique, waar ze tot Britse tevredenheid konden worden gedemilitariseerd, of ze konden worden toevertrouwd aan de Verenigde Staten waar de bemanning gerepatrieerd zou worden en de schepen veilig zouden blijven tot het einde van de oorlog.

Als de voorstellen werden verworpen moesten de schepen binnen zes uur tot zinken worden gebracht.
Somerville was zelf niet persoonlijk aanwezig bij de overhandiging van het ultimatum. In plaats daarvan viel deze plicht de beurt aan de Franssprekende kapitein Cédric Holland, bevelhebber van het vliegdekschip HMS Ark Royal. Admiraal Gensoul was beledigd dat de onderhandelingen niet werden gevoerd door een hogere officier en stuurde zijn eigen luitenant, Bernard Dufay, wat leidde tot vertraging en verwarring.
Aangezien de onderhandelingen aansleepten, werd het duidelijk dat geen der partijen elkaar de ruimte wilde geven. De Franse minister van Marine, François Darlan ontving nooit de volledige tekst van het Britse ultimatum van admiraal Gensoul, wat het belangrijkste was met betrekking tot de mogelijkheid voor de verplaatsing van de vloot naar Amerikaanse wateren, een optie die deel uitmaakte van orders die uitgegeven waren door Gensoul door Darlan, die moest worden gevolgd door een vreemde mogendheid die probeerde om de schepen te veroveren.
Voor de onderhandelingen formeel werden beëindigd stegen Britse Fairey Swordfish vliegtuigen, ondersteund door verouderde Blackburn Skua vliegtuigen op van de Ark Royal, om magnetische zeemijnen in de zee laten vallen precies op de route van de Franse schepen richting zee. Deze eenheid werd onderschept door Franse Curtiss H-75 gevechtsvliegtuigen. Dankzij de escorterende Skuas ging geen van de Swordfish vliegtuigen verloren, maar een van de Skuas werd neergeschoten door de Franse jagers en crashte in de zee waarbij de bemanning omkwam. Dit waren de enige Britse doden van het conflict.
Een korte tijd later opende de Britse marine op aanwijzingen van Churchill het vuur op hun voormalige bondgenoot.

### Aanval

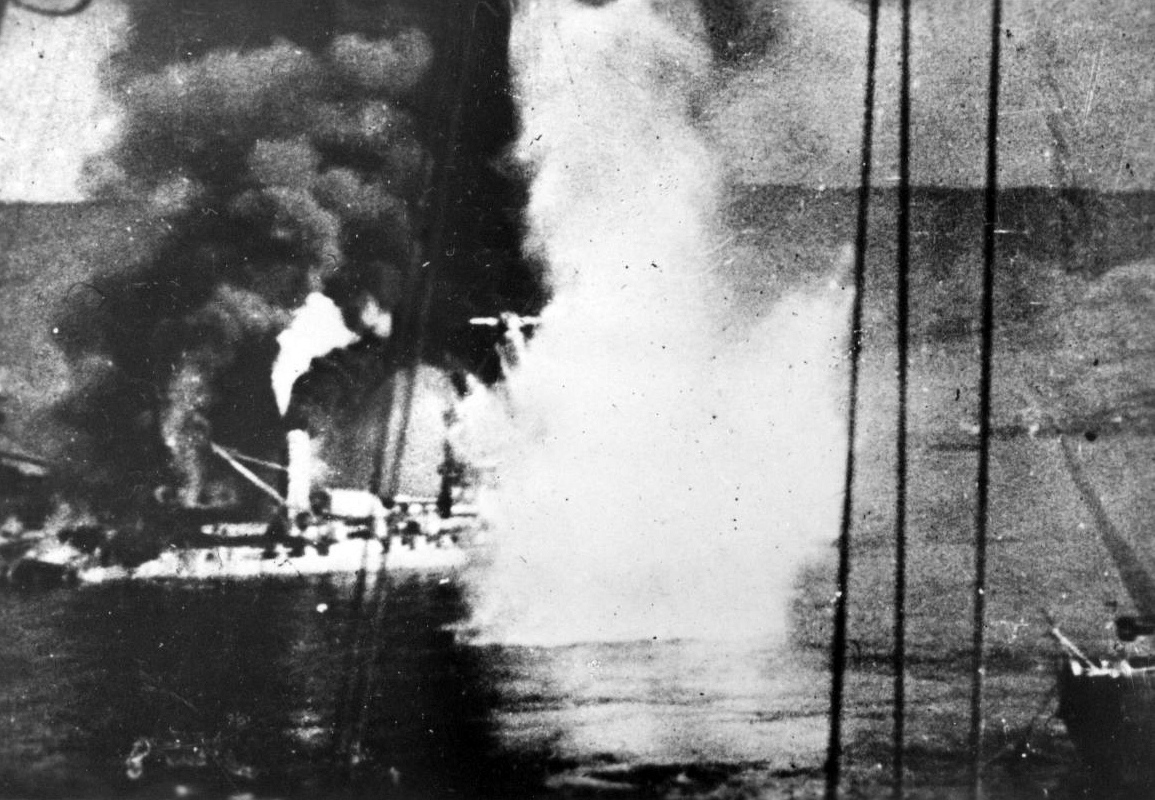
De Bretagne ontploft.

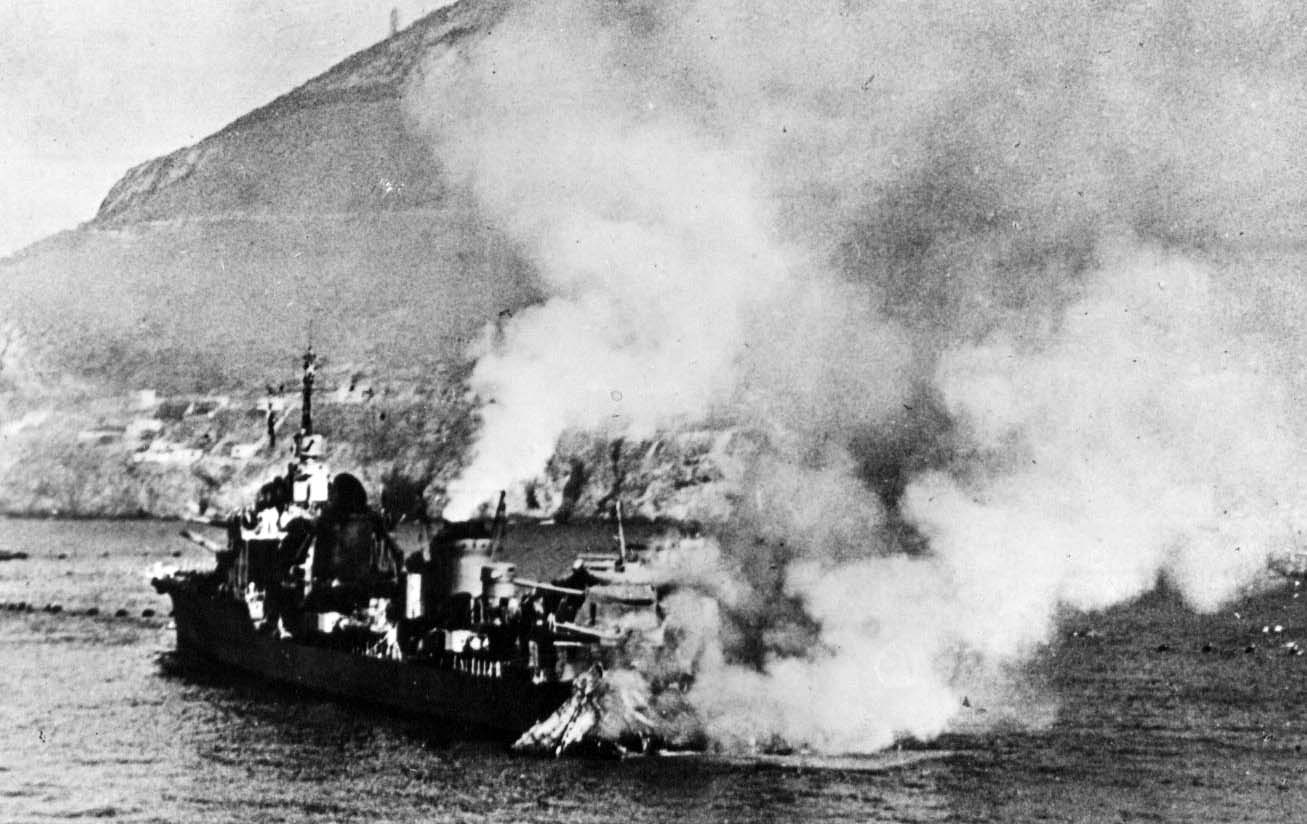
De Mogador na een voltreffer

De Britse macht bestond uit de slagkruiser HMS Hood, de slagschepen HMS Valiant en HMS Resolution en het vliegdekschip HMS Ark Royal, inclusief een escorte van kruisers en torpedobootjagers. Ondanks de geschatte gelijkwaardigheid van de vloten hadden de Britten een aantal doorslaggevende voordelen. De Franse vloot lag voor anker in een nauwe haven en ondanks de ondubbelzinnige eisen van het ultimatum verwachtte men geen aanval en men was er niet op voorbereid. De hoofdbewapening van zowel de Dunkerque als de Strasbourg was gegroepeerd op hun boeg en kon niet onmiddellijk worden ingezet. De Britse schepen hadden 381 mm-kanonnen en vuurden zwaardere salvo’s dan de Fransen.
De Britten openden het vuur op 3 juli 1940 om 16:56. De Fransen reageerden ineffectief. Het derde salvo van de Britten raakte eerst de Bretagne, waardoor dit schip explodeerde en om 17:09 zonk, met 977 man aan boord. Na dertig salvo’s stopten de Fransen met schieten. Ondertussen verlegden de Britten hun koers om te voorkomen dat de Franse kustbatterijen konden vuren. De Provence, Dunkerque en de torpedobootjager Mogador werden door hun eigen bemanning beschadigd en aan de grond gezet.
De Strasbourg slaagde erin samen met vier torpedobootjagers uit de belegerde haven te ontsnappen. Toen deze vijf schepen open zee bereikten, kwamen ze onder vuur te liggen van Swordfish bommenwerpers van de HMS Ark Royal. Twee vliegtuigen gingen hierbij verloren (hun bemanning werd gered door de torpedojager HMS Wrestler). Het bombardement had weinig effect. De Britse kruisers HMS Arethusa en HMS Enterprise meldden dat ze een Franse torpedobootjager in beslag hadden genomen. Om 20:20 blies Somerville de achtervolging af, omdat hij wist dat zijn schepen slecht waren uitgerust voor een nachtelijke achtervolging. Na een andere aanval van Swordish om 20:55 te hebben afgeweerd bereikte de Strasbourg op 4 juli 1940 de Franse havenstad Toulon.
Op 4 juli bracht de Britse onderzeeër HMS Pandora de Franse kanonneerboot Rigault de Genouilly die uit Oran kwam, tot zinken. In die nacht voerden Franse bommenwerpers een vergeldingsactie uit tegen de Britse vloot in Gibraltar, zonder groot effect. Omdat de Britten geloofden dat de beschadigingen aan de Dunkerque en Provence niet ernstig waren, voerden Britse Fairey Swordfish vliegtuigen in de morgen van 6 juli vanaf de  HMS Ark Royal een aanval uit op Mers-el-Kébir. Een torpedo raakte de patrouilleboot Terre-Neuve die afgemeerd was naast de Dunkerque. Terre-Neuve zonk snel en zijn lading dieptebommen veroorzaakte een grote explosie, waardoor de Dunkerque zwaar beschadigd raakte.

## Nasleep
In Mers-el-Kébir kwamen 1297 Franse zeelieden om en raakten er 350 gewond. De relaties tussen het Verenigd Koninkrijk en Frankrijk raakten voor lange tijd beschadigd en het leverde de Duitsers propagandamateriaal op. Als vergelding werden duizenden vrouwen en kinderen uit Gibraltar die naar Frans-Marokko waren geëvacueerd met geweld verdreven en gedwongen op overvolle en vieze transportschepen te stappen met achterlating van bijna al hun bezittingen.
De Britse admiraal Somerville was niet enthousiast over de actie en zei dat het “de grootste politieke blunder van de moderne tijd en de hele wereld zal tegen ons zijn…wij allen moeten ons grondig schamen …” In feite was de actie gericht om de wereld te laten zien dat het Verenigd Koninkrijk de oorlog kon voortzetten.
De Franse schepen in Alexandrië onder bevel van admiraal René-Émile Godfroy waaronder het oude slagschip Lorraine en vier kruisers werden op 3 juli door de Britten omsingeld en kregen dezelfde eisen voorgelegd als in Mers-el-Kébir. Na de onderhandelingen die geleid werden door de Britse admiraal Andrew Cunningham, ging de Franse admiraal op 7 juli akkoord om zijn schepen te ontmantelen en tot aan het einde van de oorlog in de haven te blijven. Ze bleven daar, tot ze zich in 1943 bij de geallieerden aansloten.
De laatste fase van Operatie Catapult was een luchtaanval op 8 juli vanaf het vliegkampschip HMS Hermes tegen het moderne Franse slagschip Richelieu dat voor anker lag in Dakar. Een torpedo trof doel en beschadigde het schip.
De Dunkerque, Provence en Mogador werden gerepareerd en voeren terug naar Toulon.
Op 27 november 1942 probeerden de Duitsers als deel van Operatie Anton de Franse vloot in Toulon in te nemen. Dit resulteerde in het tot zinken brengen van de Franse vloot in Toulon.

## Slachtoffers
Franse slachtoffers tijdens de aanval worden als volgt verdeeld:
|                      | Officieren | onderofficieren | matrozen en mariniers | Totaal |
| -------------------- | ---------- | --------------- | --------------------- | ------ |
| Bretagne             | 36         | 151             | 825                   | 1012   |
| Dunkerque            | 9          | 32              | 169                   | 210    |
| Provence             | 1          | 2               |                       | 3      |
| Strasbourg           |            | 2               | 3                     | 5      |
| Mogador              |            | 3               | 35                    | 38     |
| Rigault de Genouilly |            | 3               | 9                     | 12     |
| Terre Neuve          | 1          | 1               | 6                     | 8      |
| Armen                |            | 3               | 3                     | 6      |
| Esterel              | 1          | 5               |                       | 6      |
| Totaal               | 48         | 202             | 1050                  | 1300   |

## Betrokken schepen

### Royal Navy
- HMS Hood – Admiral Class slagkruiser – vlaggenschip van Force H
- HMS Resolution – Revenge Class slagschip
- HMS Valiant – Queen Elizabeth Class slagschip
- HMS Ark Royal – Ark Royal Class vliegkampschip
- HMS Arethusa- Arethusa Class lichte kruiser
- HMS Enterprise – Emerald Class lichte kruiser
- HMS Faulknor – torpedojager
- HMS Foxhound – torpedojager
- HMS Fearless – torpedojager
- HMS Forester – torpedojager
- HMS Foresight – torpedojager
- HMS Escort – torpedojager
- HMS Keppel – torpedojager
- HMS Active – torpedojager
- HMS Wrestler – torpedojager
- HMS Vidette – torpedojager
- HMS Vortigern – torpedojager

### Franse marine (Marine Nationale)
- Dunkerque – slagschip
- Strasbourg – Dunkerqueklasse slagschip
- Bretagne – slagschip
- Provence – Bretagneklasse slagschip
- Commandant Teste – watervliegtuigtender
- Mogador – torpedojager
- Volta – Mogadorklasse torpedojager
- Terrible  – Fantasqueklasse torpedojager
- Lynx – Chacalklasse torpedojager
- Tigre – Jaguarklasse torpedojager
- Kersaint – Vauquelinklasse torpedojager